# Serrivomer sector
Serrivomer sector is een straalvinnige vissensoort uit de familie van zaagtandalen (Serrivomeridae)(Nederlands: gevlekte zaagtandaal). De wetenschappelijke naam van de soort is voor het eerst geldig gepubliceerd in 1899 door Garman.